# Rosenborg B.K.
Rosenborg Ballklub je norveški nogometni klub iz mesta Trondheim. Klub je bil ustanovljen 19. maja 1917 kot Odd (ime je spremenil 28. oktobra 1928) in trenutno igra v Tippeligaen, 1. norveški nogometni ligi. Z 23 osvojenimi naslovi prvaka v državnem prvenstvu in 10 osvojenimi norveškimi pokali je Rosenborg najuspešnejši norveški nogometni klub. Klub je 13 let zaporedoma osvajal norveško prvenstvo. Več (14) jih ima le latvijski Skonto.
Rosenborg se je med letoma 1995 in 2007 enajstkrat uvrstil v Ligo prvakov, 8 uvrstitev je bilo zaporednih (med 1995 in 2002). Ta rekord je Rosenborg držal do leta 2004, ko je Manchester Unitedu to uspelo devetič zapored.
Najuspešnejši sezoni v Ligi prvakov za Rosenborg sta bili 1996/97 in 1999/2000. V prvi je v zadnjem krogu svoje skupine presenetil Milan z 2-1 in se tako uvrstil v četrtfinale, kjer pa ga je s skupnim seštevkom 1-3 izločil Juventus. V drugi pa je Rosenborg prišel do prvega mesta v skupinskem delu (tu je odmevala zmaga s 3-0 nad Borussio Dortmund), a je nato v drugem krogu v svoji skupini s slabimi predstavami osvojil zadnje mesto (1 izenačenje, 5 porazov). Po tem je Rosenborg imel posamezne vzpone in padce. Odličen vtis je pustil v  sezoni 1997/98, ko je z zmago 2-0 presenetil Real Madrid in s 5-1 Olympiakos. V zgodovini pa sta tudi dva močna poraza in sicer v letu 2000 proti PSG-ju z 2-7 in 2 leti pozneje proti Lyonu z 0-5.
Domači stadion Rosenborga je Lerkendal, ki sprejme 21,166 gledalcev. Barvi dresov sta črna in bela. Nadimek nogometašev je “Troillongan” (otroci trolov).